# Godew
Godew est un réservoir qui se trouve dans le woreda d’Inderta au Tigré en Éthiopie. Le barrage a été construit en 1990 par le Bureau de l’Agriculture du Tigré.

## Environnement
Le bassin versant du réservoir a une superficie de 4 km2, un périmetre de 10,45 km (dont 236 mètres occupés par la crête du barrage), et une longueur de 3 260 mètres. Le réservoir subit une sédimentation rapide,. La lithologie du bassin est composée de Dolérite de Mekelle et Schiste d’Agula. Une partie des eaux du réservoir est perdue par percolation ; un effet secondaire et positif est que ces eaux contribuent à la recharge des aquifères.